# Corentin Saunier
Pour les articles homonymes, voir Saunier (homonymie).
Corentin Saunier né le 1er février 1994, est un joueur français de hockey sur gazon. Il évolue au poste de gardien de but au Lille MHC et avec l'équipe nationale française.

## Carrière
Il a fait ses débuts en équipe nationale le 7 mars 2014 lors du match amical contre la Grande-Bretagne.

## Palmarès
- : 2e à la coupe du monde des moins de 21 ans en 2013.